# Concertina, Rencontres estivales autour des enfermements
Pour les articles homonymes, voir Concertina.
Concertina, Rencontres estivales autour des enfermements communément appelées Concertina, sont des rencontres estivales à propos des enfermements, à l'initiative de Bernard Bolze. La première édition a eu lieu en 2021.

## Nom de l'évènement
Le nom Concertina fait référence au fil barbelé concertina utilisé comme obstacle barbelé au contour des prisons d'une part, et en référence à l'instrument de musique concertina d'autre part, pour marquer la dimension culturelle de l'évènement.

## Éditions

### Édition 2021
La première édition a lieu du 9 au 11 juillet 2021 à Dieulefit. Elle est présidée par Jean-Marie Delarue, ancien Contrôleur général des lieux de privation de liberté. Elle inclut des participations, entre autres, de Dominique Simonnot (Contrôleuse générale des lieux de privation de liberté), Ruedi Baur (designer), Vincent Delbos (Comité pour la prévention de la torture), Antoine Grande (historien), Philippe Meirieu (spécialiste des sciences de l’éducation et de la pédagogie), Joël Pommerat (auteur et metteur en scène), François Saint-Pierre (avocat) et Arnaud Théval (artiste),.
Un partenariat avec l'École supérieure de journalisme de Montpellier a contribué d'assurer la couverture radio de l'édition, à l'antenne de la radio éphémère Ici l'ombre dont le fonctionnement est coordonné par Radio d'ici.

### Édition 2022

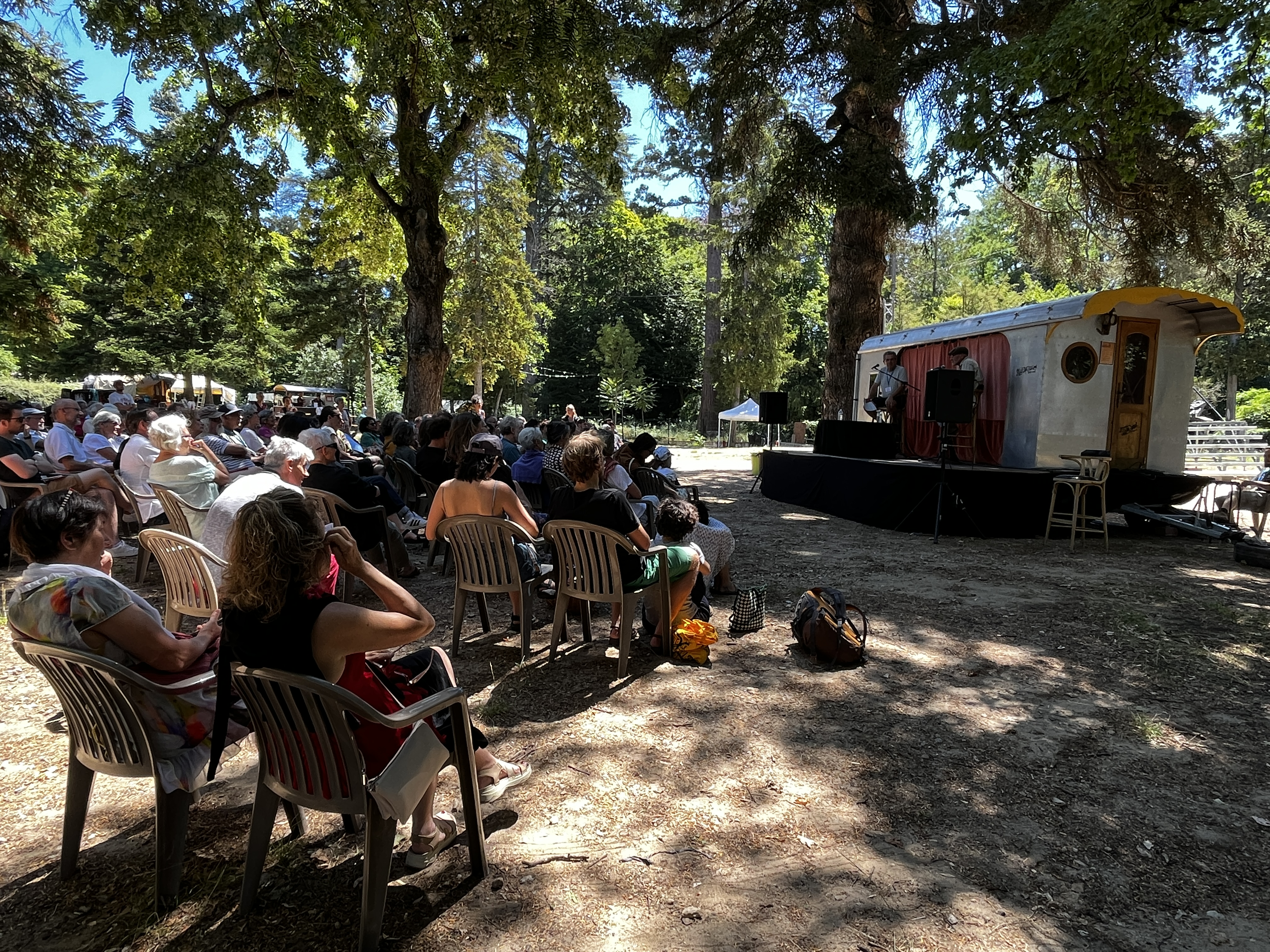
Une conférence au parc de la Baume lors de l'édition 2022.

La seconde édition a lieu du 1er au 3 juillet 2022 à Dieulefit. L'historienne Michelle Perrot préside cette édition dont le thème est Évasions !,. La seconde édition inclut également les participations de Louis Perego, Dominique Simonnot, Gabriel Mouesca, Berthet One, Éric Bocquet, Emmanuel Courcol, Fabienne Swiatly, François Besse, Judith Bordas et Mathurin Bolze, entre autres.
La radio éphémère Ici l'ombre émet à nouveau au cours de cette édition,.
La 2e édition est notamment soutenue par la fondation du Groupe M6 (tout comme la 1re édition). 
Le Conseil de l'Europe soutient financièrement la 2e édition. Le juge Mykola Gnatovskyy, juge à la Cour européenne des droits de l'homme et ancien président du Comité européen pour la prévention de la torture, était présent sur l'édition.

### Édition 2023
La troisième édition du 30 juin au 2 juillet 2023, a pour thème le silence, et pour présidente Françoise Tulkens.